# 4e législature du Nouveau-Brunswick
La 4e législature du Nouveau-Brunswick a représenté le Nouveau-Brunswick du 8 février 1803 jusqu'à 1809.
La législature fut organisée selon la volonté du gouverneur du Nouveau-Brunswick, Thomas Carleton. Celui-ci ayant quitté la province en 1805, plusieurs administrateurs coloniaux se succédèrent jusqu'à la fin de la législature.
Amos Botsford fut choisi comme président de la Chambre.

## Liste des députés
| Electoral District | Name                              |
| ------------------ | --------------------------------- |
| Saint John County  | William Pagan                     |
| Saint John County  | Bradford Gilbert                  |
| Saint John County  | Hugh Johnston                     |
| Saint John County  | Edward Sands Munson Jarvis (1804) |
| York               | John Davison                      |
| York               | Archibald McLean                  |
| York               | Walter Price                      |
| York               | Stair Agnew                       |
| Westmorland        | Amos Botsford                     |
| Westmorland        | Benjamin Wilson                   |
| Westmorland        | James Easterbrooks                |
| Kings              | John Coffin                       |
| Kings              | George Leonard                    |
| Queens             | James Peters                      |
| Queens             | John Yeamans                      |
| Charlotte          | Robert Pagan                      |
| Charlotte          | Ninian Lindsay                    |
| Charlotte          | Hugh Mackay                       |
| Charlotte          | Joseph Porter                     |
| Northumberland     | James Fraser                      |
| Northumberland     | Alexander Taylor                  |
| Sunbury            | James Glenie                      |
| Sunbury            | Elijah Miles                      |
| Saint John City    | George Younghusband               |
| Saint John City    | John Robinson                     |

## Sources
- Journal of the votes and proceedings of the House of Assembly of ... New-Brunswick from ... February to ... March, 1803 (1803)